# Стивен Брајер
Стивен Џералд Брајер (енгл. Stephen Gerald Breyer, Сан Франциско, Калифорнија, САД, 15. август 1938) је придружени судија Врховног суда Сједињених Америчких Држава. Именовао га је Бил Клинтон 1994.
Брајер је 1964. био помоћник придруженог судије Врховног суда Артура Голдберга. Три године касније постао је професор на Правној школи Харвард, где се специјализовао за управно право. Написао је неколико утицајних приручника који су и данас у употреби.
Брајер је познат по свом прагматичном приступу уставном праву, и ближи је либералном крилу Суда. Године 2006, изјавио је да код оцењивања уставности закона, док неке његове колеге „наглашавају језички аспект, односно дословно читање текста устава, историје и традиције“, он већу пажњу поклања сврси и последицама.
Брајер је 2005. објавио књигу Active Liberty, у којој је покушао да на систематски начин представи своје погледе на правну теорију.